# باربيس - روشوشوار (مترو باريس)
باربيس - روشوشوار (بالفرنسية: Barbès – Rochechouart)‏ هي محطة مترو تابعة لمترو باريس تقع في فرنسا في الدائرة التاسعة في باريس.[بحاجة لمصدر] و تقع على الخط 2 لمترو باريس.

## الموقع
تقع على التقاطع بين بولفارد لاشابل و بولفارد باربيس.

## خدماته
تخدم هذه المحطة حي كوت دور وتقع في جنوب الحي.

## طبيعة المحطة
تعتبر هذه المحطة مثل محطة الشابل القريبة من أكثر المحطات شعبية في باريس، وعلى مخرجها ينتشر كثير من الشباب القادمين من شمال أفريقيا ولا سيما من الجزائر والذين يبيعون السكائر المهرّبة بطريقة غير شرعية، ويوجد أيضاً باعة أرصفة.